# Manuel Fernández (football, 1922)
Manuel Fernández dit Manu est un footballeur puis entraîneur espagnol naturalisé français. Il est né le 1er février 1922 à Lada dans les Asturies et décédé le 9 janvier 1971.

## Biographie
Fils d'un mineur espagnol réfugié en France, il a d'abord joué à Lens avant d'être recruté par le Stade clermontois, club évoluant alors en Division 2. En 1947, il rejoint l'AS Saint-Etienne. Il reste fidèle au club forézien pendant 14 ans. Il évolue pendant huit ans comme intérieur gauche dans l'équipe professionnelle et joue 230 matches en Division 1. À partir de 1955, il devient entraîneur-joueur des amateurs durant six ans. Puis, c'est alors qu'il quitte les verts pour leurs rivaux de toujours: en 1961-1962, il devient entraîneur de l'Olympique lyonnais.
Manu Fernandez est mort le 9 janvier 1971 sur la route, au retour d'un match joué par l'équipe de L'Étrat, commune des environs de Saint-Étienne, dont il était entraîneur-joueur.
Une avenue honorant son nom se trouve aux alentours du stade Geoffroy-Guichard.

## Carrière de joueur
- avant 1946: RC Lens
- 1946-1947 : Stade clermontois (D2)
- 1947-1955 : AS Saint-Etienne

## Carrière d'entraîneur
- 1955-1961 : AS Saint-Etienne (entraîneur-joueur des amateurs)
- 1961-1962 : Olympique lyonnais

## Palmarès
- International B (11 sélections)
- Vainqueur de la Coupe Drago en 1955 avec l'AS Saint-Etienne

## Sources
- Fiche du joueur sur le site anciensverts.com
- Marc Barreaud, Dictionnaire des footballeurs étrangers du championnat professionnel français (1932-1997), l'Harmattan, 1997. cf. la fiche du joueur page 148.